# Liste des dirigeants en fonction des sujets de la fédération de Russie
 (août 2024).
Si vous disposez d'ouvrages ou d'articles de référence ou si vous connaissez des sites web de qualité traitant du thème abordé ici, merci de compléter l'article en donnant les références utiles à sa vérifiabilité et en les liant à la section « Notes et références ».
 (octobre 2022).

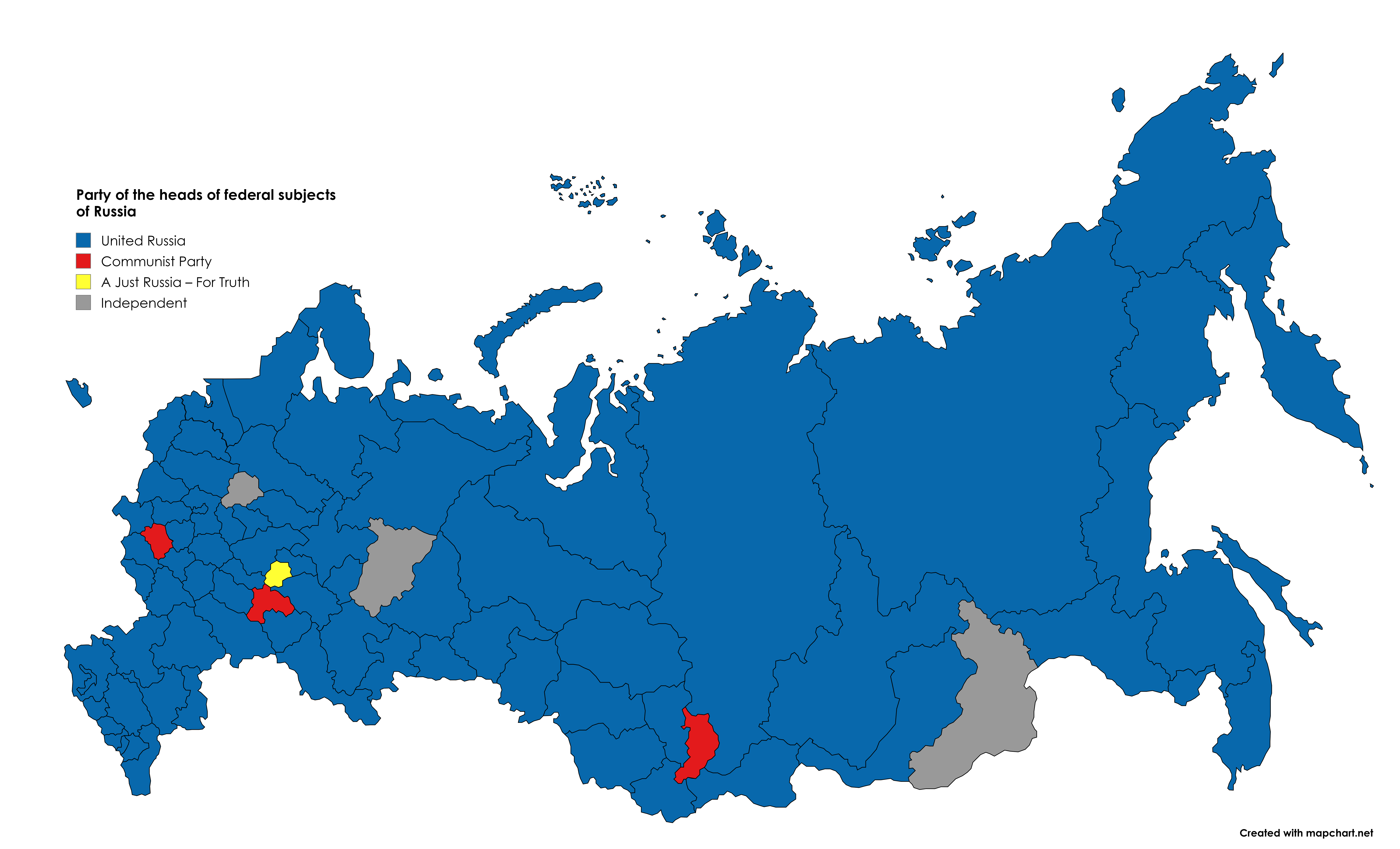
Carte de l'affiliation des dirigeants par sujet au 29 octobre 2024.
Russie unie
Indépendant
KPRF
Russie juste

Cette page dresse la liste des dirigeants actuels [Quand ?] des 89 (dont 6 sont reconnus par la communauté internationale comme appartenant à l'Ukraine) sujets de la fédération de Russie.

## Dirigeants desrépubliques
| République                | Statut                                           | Nom                        | Depuis (le)       |
| ------------------------- | ------------------------------------------------ | -------------------------- | ----------------- |
| Adyguée                   | Chef de la République                            | Mourat Koumpilov           | 12 janvier 2017   |
| Adyguée                   | Premier ministre                                 | Guénnadiï Mitrofanov       | 23 septembre 2021 |
| République de l'Altaï     | Chef de la République, Président du gouvernement | Andreï Tourtchak (intérim) | 4 juin 2024       |
| Bachkirie                 | Chef de la République                            | Radi Khabirov              | 11 octobre 2018   |
| Bachkirie                 | Premier ministre                                 | Andreï Nazarov             | 17 septembre 2020 |
| Bouriatie                 | Chef de la République                            | Alexeï Tsidenov            | 7 février 2017    |
| République de Carélie     | Chef de la République                            | Artour Parfiontchikov      | 15 février 2017   |
| République de Carélie     | Premier ministre                                 | Alexandre Tchepik          | 27 mars 2017      |
| Crimée                    | Chef de la République                            | Sergueï Aksionov           | 14 avril 2014     |
| Daguestan                 | Chef de la République                            | Sergueï Melikov            | 5 octobre 2020    |
| Daguestan                 | Président du gouvernement                        | Abdoulpatakh Amirkhanov    | 19 novembre 2020  |
|                           |                                                  |                            |                   |
| Ingouchie                 | Chef de la République                            | Makhmoud-Ali Kalimatov     | 26 juin 2019      |
| Ingouchie                 | Premier ministre                                 | Vladimir Slastenine        | 27 janvier 2020   |
| Kabardino-Balkarie        | Chef de la République                            | Kazbek Kokov               | 3 octobre 2019    |
| Kabardino-Balkarie        | Président du gouvernement                        | Aliï Moussoukov            | 13 octobre 2014   |
| Kalmoukie                 | Chef de la République                            | Batou Khassikov            | 20 mars 2019      |
| Kalmoukie                 | Président du gouvernement                        | Youriï Zaïtsev             | 14 octobre 2019   |
| Karatchaïévo-Tcherkessie  | Chef de la République                            | Rachid Temrezov            | 26 février 2011   |
| Karatchaïévo-Tcherkessie  | Président du gouvernement                        | Aslane Ozov                | 22 septembre 2016 |
| Khakassie                 | Chef de la République, Président du gouvernement | Valentine Konovalov        | 15 novembre 2018  |
| République des Komis      | Chef de la République, Président du gouvernement | Vladimir Ouïba             | 2 avril 2020      |
|                           |                                                  |                            |                   |
| République des Maris      | Chef de la République, Président du gouvernement | Iouri Zaïtsev              | 23 septembre 2022 |
| Mordovie                  | Chef de la République                            | Artiom Zdounov             | 18 novembre 2020  |
| Mordovie                  | Président du gouvernement                        | Vladimir Sidorov           | 26 février 2021   |
| Ossétie-du-Nord-Alanie    | Chef de la République                            | Sergueï Meniaïlo           | 9 avril 2021      |
| Ossétie-du-Nord-Alanie    | Premier ministre                                 | Taïmouraz Touskaïev        | 29 février 2016   |
| Oudmourtie                | Chef de la République                            | Alexandre Brétchalov       | 4 avril 2017      |
| Oudmourtie                | Président du gouvernement                        | Iaroslav Semionov          | 17 août 2017      |
| Sakha (Iakoutie)          | Chef de la République                            | Aïssene Nikolaïev          | 28 mai 2018       |
| Sakha (Iakoutie)          | Premier ministre                                 | Andreï Tarassenko          | 31 juillet 2020   |
| Tatarstan                 | Président                                        | Roustam Minnikhanov        | 25 mars 2010      |
| Tatarstan                 | Premier ministre                                 | Alexeï Pessochine          | 3 avril 2017      |
| Tchétchénie               | Chef de la République                            | Ramzan Kadyrov             | 15 février 2007   |
| Tchétchénie               | Président du gouvernement                        | Mouslim Khoutchiïev        | 25 juin 2018      |
| Tchouvachie               | Chef de la République                            | Oleg Nikolaïev             | 29 janvier 2020   |
| Tchouvachie               | Président du Cabinet des ministres               | Oleg Nikolaïev             | 6 février 2020    |
| Touva                     | Chef de la République, Président du gouvernement | Vladislav Khovalyg         | 7 avril 2021      |
| Mis à jour le 6 août 2023 |                                                  |                            |                   |

## Dirigeants deskraïs(territoires)
| Sujet                         | Image | Nom                  |  | Groupe      | Depuis (le)       |
| ----------------------------- | ----- | -------------------- |  | ----------- | ----------------- |
| Kraï de l'Altaï               |       | Viktor Tomenko       |  | Russie unie | 30 mai 2018       |
| Kraï du Kamtchatka            |       | Vladimir Solodov     |  | Russie unie | 3 avril 2020      |
| Kraï de Khabarovsk            |       | Dmitri Demechine     |  | Russie unie | 15 mai 2024       |
| Kraï de Krasnodar             |       | Veniamine Kondratiev |  | Russie unie | 22 avril 2015     |
| Kraï de Krasnoïarsk           |       | Mikhaïl Khotioukhov  |  | Russie unie | 20 avril 2023     |
| Kraï de Perm                  |       | Dmitriï Makhonine    |  | Indépendant | 6 février 2020    |
| Kraï du Primorié              |       | Oleg Kojemiako       |  | Russie unie | 26 septembre 2018 |
| Kraï de Stavropol             |       | Vladimir Vladimirov  |  | Russie unie | 27 septembre 2013 |
| Kraï de Transbaïkalie         |       | Alexandre Ossipov    |  | Indépendant | 25 octobre 2018   |
| Mis à jour le 4 novembre 2024 |       |                      |  |             |                   |

## Dirigeants desoblasts(régions)
| Oblast                      | Statut                   | Nom                                        | Depuis (le)       |
| --------------------------- | ------------------------ | ------------------------------------------ | ----------------- |
| Oblast de l'Amour           | Gouverneur               | Vassiliï Orlov                             | 30 mai 2018       |
| Oblast d'Arkhangelsk        | Gouverneur               | Alexandre Tsiboulskiï                      | 2 avril 2020      |
| Oblast d'Astrakhan          | Gouverneur               | Igor Babouchkine                           | 5 juin 2019       |
| Oblast de Belgorod          | Gouverneur               | Viatcheslav Gladkov                        | 27 septembre 2021 |
| Oblast de Briansk           | Gouverneur               | Alexandre Bogomaz                          | 9 septembre 2014  |
| Oblast de Iaroslavl         | Gouverneur               | Mikhaïl Ievraïev                           | 19 septembre 2022 |
| Oblast d'Irkoutsk           | Gouverneur               | Igor Kobzev                                | 12 décembre 2019  |
| Oblast d'Ivanovo            | Gouverneur               | Stanislav Voskréssenskiï                   | 10 octobre 2017   |
| Oblast de Kaliningrad       | Gouverneur               | Aleksandr Besprozvannykh (par intérim)     | 15 mai 2024       |
| Oblast de Kalouga           | Gouverneur               | Vladislav Chapcha                          | 13 février 2020   |
| Oblast de Kemerovo-Kouzbass | Gouverneur               | Ilia Vladimirovitch Serdiouk (par intérim) | 15 mai 2024       |
| Oblast de Kherson           | Gouverneur               | Vladimir Saldo (par intérim)               | 4 octobre 2022    |
| Oblast de Kirov             | Gouverneur               | Alexandre Sokolov                          | 23 septembre 2022 |
| Oblast de Kostroma          | Gouverneur               | Sergueï Sitnikov                           | 13 avril 2012     |
| Oblast de Kourgan           | Gouverneur               | Vadim Choumkov                             | 2 octobre 2018    |
| Oblast de Koursk            | Gouverneur               | Alekseï Smirnov (par intérim)              | 15 mai 2024       |
| Oblast de Léningrad         | Gouverneur               | Alexandre Drozdenko                        | 28 mai 2012       |
| Oblast de Lipetsk           | Chef de l'administration | Igor Artamonov                             | 2 octobre 2018    |
| Oblast de Magadan           | Gouverneur               | Sergueï Nossov                             | 28 mai 2018       |
| Oblast de Moscou            | Gouverneur               | Andreï Vorobiov                            | 8 novembre 2012   |
| Oblast de Mourmansk         | Gouverneur               | Andreï Tchibis                             | 21 mars 2019      |
| Oblast de Nijni Novgorod    | Gouverneur               | Gleb Nikitine                              | 26 septembre 2017 |
| Oblast de Novgorod          | Gouverneur               | Andreï Nikitine                            | 13 février 2017   |
| Oblast de Novossibirsk      | Gouverneur               | Andreï Travnikov                           | 6 octobre 2017    |
| Oblast d'Omsk               | Gouverneur               | Vitali Khotsenko (par intérim)             | 29 mars 2023      |
| Oblast d'Orel               | Gouverneur               | Andreï Klytchkov                           | 5 octobre 2017    |
| Oblast d'Orenbourg          | Gouverneur               | Deniss Paslère                             | 21 mars 2019      |
| Oblast d'Oulianovsk         | Gouverneur               | Alexeï Rousskikh                           | 4 octobre 2021    |
| Oblast de Penza             | Gouverneur               | Oleg Melnitchenko                          | 28 septembre 2021 |
| Oblast de Pskov             | Gouverneur               | Mikhaïl Védernikov                         | 12 octobre 2017   |
| Oblast de Riazan            | Gouverneur               | Pavel Malkov                               | 21 septembre 2022 |
| Oblast de Rostov            | Gouverneur               | Vassili Goloubev                           | 14 juin 2010      |
| Oblast de Sakhaline         | Gouverneur               | Valeriï Limarenko                          | 7 décembre 2018   |
| Oblast de Samara            | Gouverneur               | Viatcheslav Fedorichtchev (intérim)        | 31 mai 2024       |
| Oblast de Saratov           | Gouverneur               | Valeriï Radaïev                            | 23 mars 2012      |
| Oblast de Smolensk          | Gouverneur               | Vassili Anokhine                           | 17 mars 2023      |
| Oblast de Sverdlovsk        | Gouverneur               | Iévguéni Kouïvachev                        | 14 mai 2012       |
| Oblast de Tambov            | Chef de l'administration | Maxime Iegorov                             | 20 septembre 2022 |
| Oblast de Tcheliabinsk      | Gouverneur               | Alexeï Texlère                             | 19 mars 2019      |
| Oblast de Tioumen           | Gouverneur               | Alexandre Moore                            | 29 mai 2018       |
| Oblast de Tomsk             | Gouverneur               | Vladimir Mazour                            | 22 septembre 2022 |
| Oblast de Toula             | Gouverneur               | Dmitri Miliaïev (par intérim)              | 15 mai 2024       |
| Oblast de Tver              | Gouverneur               | Igor Roudenia                              | 2 mars 2016       |
| Oblast de Vladimir          | Gouverneur               | Alexandre Avdéïev                          | 16 septembre 2022 |
| Oblast de Volgograd         | Gouverneur               | Andreï Botcharov                           | 2 avril 2014      |
| Oblast de Vologda           | Gouverneur               | Georgui Filiminov (par intérim)            | 31 octobre 2023   |
| Oblast de Voronej           | Gouverneur               | Alexandre Goussev                          | 25 décembre 2017  |
| Oblast de Zaporojie         | Gouverneur               | Ievgueni Balitski (par intérim)            | 4 octobre 2022    |
| Mis à jour le 6 août 2023   |                          |                                            |                   |

## Dirigeants desvilles d’importance fédérale
| Sujet                         | Image | Nom                |  | Groupe      | Depuis (le)     |
| ----------------------------- | ----- | ------------------ |  | ----------- | --------------- |
| Moscou                        |       | Sergueï Sobianine  |  | Russie unie | 21 octobre 2010 |
| Saint Pétersbourg             |       | Alexandre Beglov   |  | Russie unie | 3 octobre 2018  |
| Sébastopol                    |       | Mikhaïl Razvojaïev |  | Russie unie | 11 juillet 2019 |
| Mis à jour le 4 novembre 2024 |       |                    |  |             |                 |

## Gouverneur de l’oblast autonome
| Sujet                        | Image | Nom                           |  | Groupe      | Depuis (le)     |
| ---------------------------- | ----- | ----------------------------- |  | ----------- | --------------- |
| Oblast autonome juif         |       | Maria Kostiouk (en) (intérim) |  | Russie unie | 5 novembre 2024 |
| Mis à jour le 6 janvier 2025 |       |                               |  |             |                 |

## Gouverneurs desdistricts autonomes
| Sujet                         | Image | Nom                  |  | Groupe      | Depuis (le)  |
| ----------------------------- | ----- | -------------------- |  | ----------- | ------------ |
| Iamalie                       |       | Dmitriï Artioukhov   |  | Russie unie | 29 mai 2018  |
| Khantys-Mansis                |       | Rouslan Koukharouk   |  | Russie unie | 30 mai 2024  |
| Nénétsie                      |       | Iouriï Bezdoudnyï    |  | Russie unie | 2 avril 2020 |
| Tchoukotka                    |       | Vladislav Kouznestov |  | Russie unie | 15 mars 2023 |
| Mis à jour le 4 novembre 2024 |       |                      |  |             |              |